# Йонген, Жозеф
Жозе́ф Мари́ Альфо́нс Никола́ Йо́нген (фр. Joseph Marie Alphonse Nicolas Jongen; 14 декабря 1873, Льеж ― 12 июля 1953, Сарт) ― бельгийский композитор, органист и педагог. Яркий представитель валлонской композиторской школы.

## Биография
Йонген родился в Льеже, куда его родители переехали из Фландрии. Благодаря своему таланту он был принят в Льежскую консерваторию в возрасте семи лет и провёл там шестнадцать лет жизни. В 1895 году Йонген получил первую премию по написанию фуги, в 1896 ― два диплома с отличием: по игре на фортепиано и на органе. В 1897 году он был награждён Римской премией, которая позволила ему поехать в Италию, Германию и Францию.
Композитор начал сочинять в возрасте 13 лет и сразу же продемонстрировал исключительный талант в этой области. К тому времени, когда Йонген опубликовал свой первый опус, он успел написать десятки работ. Его Струнный квартет № 1, созданный в 1894 году, был представлен на ежегодном конкурсе изящных искусств, проводимом Королевской академией Бельгии; жюри присудило этому произведению гран-при.
В 1902 году Йонген вернулся на свою малую родину, и в следующем году получил звание профессора гармонии и контрапункта в Льежском колледже. С началом Первой мировой войны композитор с семьёй переехал в Англию, где вскоре основал фортепианный квартет. Когда война закончилась, Йонген вернулся в Бельгию, где он был назначен профессором фуги в Королевской консерватории Брюсселя. С 1925 по 1939 год композитор являлся директором этого учреждения; затем на эту должность встал его младший брат, Леон Йонген. Через четырнадцать лет после ухода с поста директора Жозеф Йонген умер в бельгийской коммуне Сарт.

## Творчество
С подросткового возраста и вплоть до своей смерти в возрасте 79 лет Йонген много сочинял; среди его произведений ― симфонии, концерты (для виолончели, фортепиано и арфы), камерная музыка (в частности, струнные трио и струнные квартеты) и песни (в сопровождении фортепиано или оркестра). Число опусов Йонгена в конечном счёте достигло 241, но многие произведения были уничтожены композитором. На сегодняшний день самыми популярными работами Йонгена являются произведения для органа, в особенности ― его Концертная симфония (оп. 81) и Месса (оп. 130).
Йонген считается продолжателем музыкальных традиций таких композиторов, как Сезар Франк, Габриэль Форе, Клод Дебюсси и Морис Равель.

## Галерея

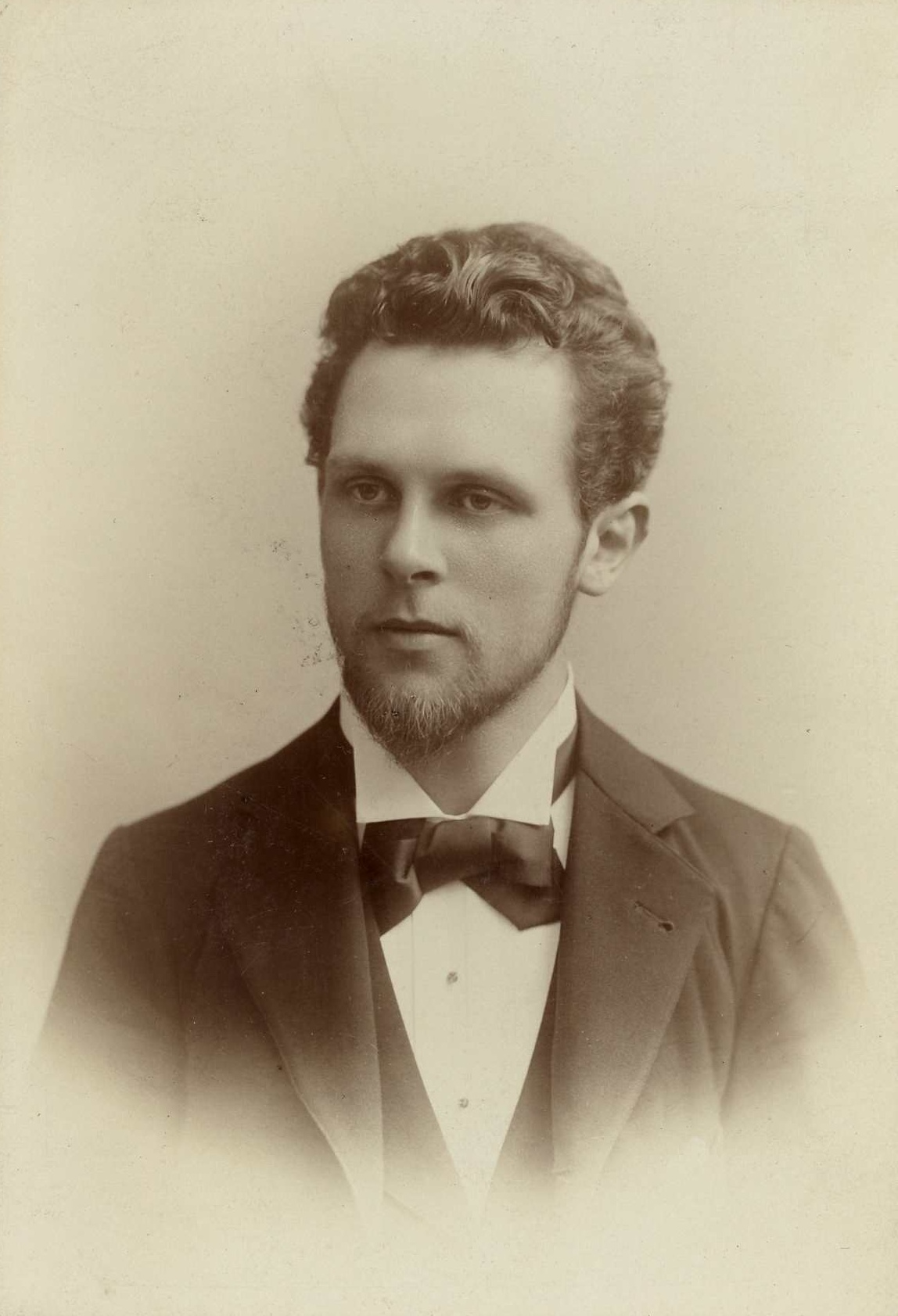
Фотография
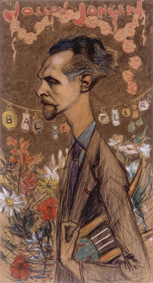
Портрет Йонгена работы Ж. Жамотта

## Награды
- 1919: Офицер ордена Леопольда I[4]
- 1932: Командор ордена Леопольда I[5]
- 1934: Гран-офицер ордена Леопольда II[6]